# Nokere Koerse 2023
La Nokere Koerse 2023, ufficialmente Danilith - Nokere Koerse, settantasettesima edizione della corsa, valevole come dodicesima prova dell'UCI ProSeries 2023 categoria 1.Pro, si svolse il 15 marzo 2023 per un percorso di 193,6 km, con partenza da Deinze ed arrivo a Nokere, in Belgio. La vittoria fu appannaggio del belga Tim Merlier, il quale completò il percorso in 4h19'14" alla media di 44,809 km/h, precedendo i connazionali Edward Theuns e Milan Menten.

## Squadre e corridori partecipanti
| N.    | Cod. | Squadra                  |
| ----- | ---- | ------------------------ |
| 1-7   | SOQ  | Soudal Quick-Step        |
| 11-17 | UAD  | UAE Team Emirates        |
| 21-26 | TFS  | Trek-Segafredo           |
| 31-37 | ADC  | Alpecin-Deceuninck       |
| 41-47 | GFC  | Groupama-FDJ             |
| 51-57 | DSM  | Team DSM                 |
| 61-67 | ICW  | Intermarché-Circus-Wanty |
| 72-77 | COF  | Cofidis                  |
| 81-87 | IPT  | Israel-Premier Tech      |
| 91-97 | LTD  | Lotto Dstny              |

| N.      | Cod. | Squadra                     |
| ------- | ---- | --------------------------- |
| 102-107 | UXT  | Uno-X Pro Cycling Team      |
| 111-117 | TFB  | Team Flanders-Baloise       |
| 121-127 | BWB  | Bingoal WB                  |
| 131-137 | EUS  | Euskaltel-Euskadi           |
| 141-147 | HPM  | Human Powered Health        |
| 151-157 | BEB  | Bolton Equities Black Spoke |
| 161-167 | Q36  | Q36.5 Pro Cycling Team      |
| 171-177 | TNN  | Team Novo Nordisk           |
| 181-187 | COR  | Team Corratec               |
| 191-197 | TIS  | Tarteletto-Isorex           |

## Ordine d'arrivo (Top 10)
| Pos. | Corridore        | Squadra    | Tempo    |
| ---- | ---------------- | ---------- | -------- |
| 1    | Tim Merlier      | Soudal     | 4h19'14" |
| 2    | Edward Theuns    | Trek       | s.t.     |
| 3    | Milan Menten     | Lotto      | a 3"     |
| 4    | Timo Kielich     | Alpecin    | s.t.     |
| 5    | Lewis Askey      | Groupama   | s.t.     |
| 6    | Sep Vanmarcke    | Israel     | s.t.     |
| 7    | Louis Blouwe     | Bingoal WB | s.t.     |
| 8    | Laurence Pithie  | Groupama   | s.t.     |
| 9    | Christophe Noppe | Cofidis    | s.t.     |
| 10   | Sjoerd Bax       | UAE        | s.t.     |